# Конвой № 3526
Конвой № 3526 — японський конвой часів Другої світової війни, проведення якого відбувалось у травні — червні 1943 року.
Пунктом призначення конвою був атол Трук (Чуук) у центральній частині Каролінських островів, де ще до війни створили потужну базу японського ВМФ, з якої до лютого 1944 року провадились операції у цілому ряді архіпелагів. Вихідним пунктом став розташований у Токійській затоці порт Йокосука (саме звідси традиційно вирушала більшість конвоїв на Трук).
Конвой складався із двох загонів, які прямували із суттєво різною швидкістю:
- 3526А, до якого увійшов авіатранспорт «Нагоя-Мару» та транспорт «Муко-Мару» під охороною есмінця «Інадзума»;
- 3526В, що складався із транспортів «Сінйо-Мару» (Shinyo Maru), «Чоко-Мару», «Токо-Мару» та «Кайко-Мару» під ескортом переобладнаного мінного загорджувача «Тоші-Мару № 8» («Toshi Maru No. 8»).

Обидва загони вийшли з порту 26 травня 1943 року. 3526А рухався значно швидше та 4 червня вже був на Труку, тоді як 3526В в цей день лише прибув на Сайпан (Маріанські острови).
7 червня 1943 року другий загін (за винятком «Чоко-Мару») рушив далі. Надвечір 9 червня його безрезультатно атакував американський підводний човен USS Whale, а 11 червня японський загін досягнув Труку.